# Sebastian Huber
Sebastian Huber (Füssen, 26 giugno 1901 – Füssen, 6 marzo 1985) è stato un bobbista tedesco.

## Biografia
Campione tedesco nel bob a due nel 1930 e nel bob a quattro nel 1931, ai II Giochi olimpici invernali (edizione disputatasi nel 1928 a Sankt Moritz, Svizzera ) vinse la medaglia di bronzo nel Bob a 4 con i connazionali Valentin Krempl, Hans Heß, Hanns Kilian e Hans Nägle partecipando nella prima squadra tedesca, arrivando dietro alle due statunitensi.
Il tempo totalizzato fu di 3:21,9, con un minimo distacco dalla prima e seconda nazionale classificata (3:20,5 e 3:21,0 gli altri tempi medagliati). 
Nei III Giochi olimpici invernali ( svoltisi nel 1932 a Lake Placid, Stati Uniti d'America) vinse un altro bronzo con Max Ludwig, Hans Mehlhorn e Hanns Kilian con il tempo di 8:00,04 con un distacco di quasi cinque secondi dalla seconda nazionale.
Vinse tre medaglie d'oro ai campionati mondiali:
- 1931, Bob a due a Oberhof, con Hanns Kilian
- 1934, Bob a quattro a Garmisch-Partenkirchen, con Fritz Schwarz, Hermann von Valta e Hanns Kilian
- 1935, Bob a quattro a St. Moritz,  con Alexander Gruber, Hermann von Valta e Hanns Kilian